# Kościół Najświętszej Maryi Panny Królowej Polski w Rudzie Łańcuckiej
Kościół Najświętszej Maryi Panny Królowej Polski w Rudzie Łańcuckiej (oficjalnie w Nowej Sarzynie) – rzymskokatolicki kościół parafialny należący do parafii Najświętszej Maryi Panny Królowej Polski w Nowej Sarzynie (dekanat Leżajsk II archidiecezji przemyskiej).

## Historia
W lipcu 1978 roku za zgodą księdza biskupa Ignacego Tokarczuka Rada Parafialna na czele z księdzem Stanisławem Turkiem podjęła decyzję o budowie murowanej świątyni. Ponieważ na zgodę władz nie można było liczyć, zaczęto potajemnie gromadzić materiały budowlane, zabiegać o poszerzenie działki pod budowę oraz wykonanie planów budowlanych. W dniu 29 marca 1979 roku zostały wytyczone linie fundamentów świątyni. Oficjalnie budowa rozpoczęła się w dniu 2 kwietnia 1979 roku. W tym czasie codziennie pracowało od 72 do 185 parafian. Ze względu na miękki grunt ławy fundamentowe mają 2,4 m szerokości i są zbrojone. Od 13 do 17 kwietnia były prowadzone prace murarskie przy dolnej świątyni. Wszystkie prace były wykonywane nieodpłatnie. W dniu 4 maja 1979 roku rozpoczęły się prace budowlane górnej świątyni. Średnio codziennie pracowało od 60 do 100 osób. Już w dniu 14 lipca tego samego roku rozpoczęła się budowa dachu, który miesiąc później został pokryty blachą ocynkowaną. Równocześnie były wstawiane okna i drzwi oraz centralne ogrzewanie w dolnej świątyni. W dniu 4 listopada 1979 roku została odprawiona pierwsza msza święta w dolnej świątyni, natomiast w dniu 18 grudnia tego samego roku biskup ordynariusz Ignacy Tokarczuk poświęcił Kościół. Została wykonana marmurowa posadzka, ołtarz i chrzcielnica, kasetony z różnych rodzajów drewna na suficie oraz boazeria na ścianach. Oprócz tego profesor Stanisław Jakubczyk z Krakowa zaprojektował polichromię i witraże.